# Powiat Jaworski
Der Powiat Jaworski ist ein Powiat (Kreis) in der Woiwodschaft Niederschlesien in  Polen. Der Powiat hat eine Fläche von 581,25 km², auf der 50.300 Einwohner leben.
Die Kreisverwaltung ist Mitglied der Euroregion Neiße.

## Gemeinden
Der Powiat umfasst sechs Gemeinden.
Stadtgemeinde:
- Jawor (Jauer)

Stadt-und-Land-Gemeinde:
- Bolków (Bolkenhain)

Landgemeinden:
- Męcinka (Herrmannsdorf)
- Mściwojów (Profen)
- Paszowice (Poischwitz)
- Wądroże Wielkie (Groß Wandriß)